# 激勵 (樂團)
激勵樂團是來自安大略省渥太華的加拿大速度金屬樂團。它們被廣泛認為是第一個速度金屬樂隊之一，並對敲擊金屬類型具有重大影響力。激勵樂團在美國銷售了近30萬份，全球總銷量接近50萬份。儘管人員發生了很多變化，樂隊已經設法保持了一個小而專注的追隨者超過30年。
1. ↑  http://www.allmusic.com/artist/p12896/biography